# 130 Elektra
A 130 Elektra a Naprendszer kisbolygóövében található aszteroida. Christian Heinrich Friedrich Peters fedezte fel 1873. február 17-én.